# Postmichelbrunnen

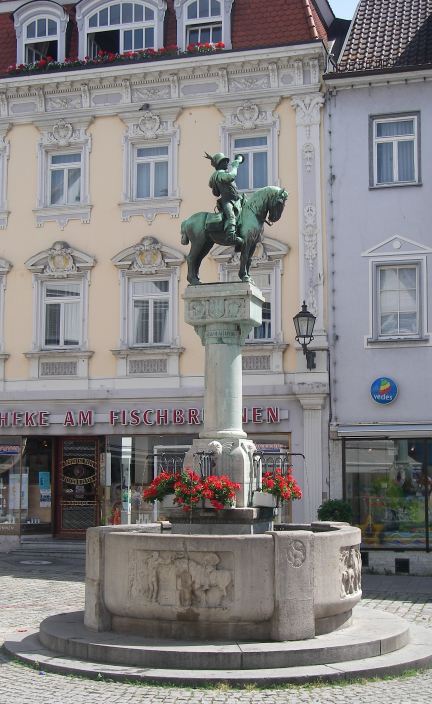
Postmichelbrunnen

Der Postmichelbrunnen in der Fischbrunnenstraße in Esslingen am Neckar ist ein Brunnen, der die Sage vom Postmichel illustriert.

## Sage vom Postmichel

### Inhalt
An einem Herbstmorgen 1491 fand man an der Esslinger Steige bei Stuttgart den Esslinger Bürger Amandus Marchthaler ermordet und ausgeraubt auf. Der Täter konnte nicht ermittelt werden, das Vermögen des unverheirateten Opfers erbte dessen Neffe. Zwei Jahre später entdeckte der Botenreiter Michel Banhard aus Deggingen in der Nähe des Tatorts einen Ring, der Marchthaler gehört hatte, und steckte sich diesen an den Finger, um ihn später als Fundsache beim zuständigen Amt abzugeben. Bevor er dies jedoch in die Tat umsetzen konnte, wurde der Ring in der Esslinger Botenherberge als Marchthalers Eigentum erkannt und Michel Banhard wurde als Mörder verdächtigt, festgenommen und gefoltert. Schließlich legte er ein Geständnis ab, um den Folterqualen durch den Tod zu entgehen, und sollte vom Stuttgarter Scharfrichter auf dem in Richtung Oberesslingen gelegenen Richtplatz in Gegenwart zahlreicher Schaulustiger enthauptet werden. Als letzte Gnade bat er sich aus, auf seinem Schimmel zum Richtplatz reiten und dabei sein Horn blasen zu dürfen. Dies wurde ihm gestattet. Vor dem Haus des Neffen des Mordopfers blies er ein letztes Stück auf seinem Horn und beschuldigte den Bewohner, sich während des Prozesses nicht für ihn eingesetzt zu haben. Auch gegenüber dem Scharfrichter erklärte er, der wahre Mörder sei noch nicht gefunden.
In dem Moment, in dem Michel Banhard enthauptet wurde, war auf der Straße nach Stuttgart Hufgetrappel und Hornblasen zu hören. Ebenso erscholl in der darauffolgenden St.-Michaels-Nacht sowohl im Hof des Neffen Marchthalers als auch vor dem Haus des Scharfrichters in Stuttgart Horntöne und ein Reiter auf einem Schimmel, der seinen Kopf unter dem Arm trug und ins Horn stieß, wurde an beiden Orten gesehen. Diese Erscheinung des kopflosen Reiters wiederholte sich alljährlich in der Michaelsnacht, auch nachdem der Neffe des Ermordeten Esslingen verlassen hatte, um ihr zu entgehen. Er kehrte Jahrzehnte später in die Stadt zurück und gestand erst kurz vor seinem Tod in der Beichte, dass er selbst seinen Onkel überfallen und ermordet hatte.
Laut der Erzählung in der Stuttgarter Stadt-Glocke erinnerte ein Kreuz mit nicht mehr deutbarer Inschrift in der heutigen Stuttgarter Wagenburgstraße an die Ermordung Amandus Marchthalers. Das Sühnekreuz, inzwischen transloziert, gab es wirklich. Seine Errichtung hatte jedoch andere, wenn auch unbekannte Gründe.

### Überlieferung
Die Erzählung Das Steinkreuz auf der Eßlinger Steige bei Stuttgart erschien in mehreren Folgen im März 1845 in der Stuttgarter Stadt-Glocke, einem Unterhaltungsblatt, herausgegeben von Johann Gottlieb Munder (1802–1870). Ungeklärt ist, ob dieser oder sein Bruder, der Pfarrer Wilhelm Friedrich Munder (1799–1851), den Prosatext der frei erfundenen Geschichte verfasste. Der letzte Satz der Erzählung lautet: Dieses Steinkreuz, an welches sich die alte Sage knüpft, daß der Postmichel mit dem Kopf unterm Arm um Mitternacht durch die Heusteige reite, ist noch jetzt an Ort ersichtlich, es drohet ihm aber gegenwärtig der Untergang, was doch sehr zu bedauern wäre, indem es der älteste bekannte Denkstein um Stuttgart ist, und eine Erhaltung wohl verdient. Johann Gottlieb Munder veröffentlichte aber bereits 1844 in einem Gedichtband und in 26 Strophen das Gedicht Der Postmichel. Hier versah er es mit dem Zusatz „Stuttgarter Ammenmärchen. Zeit 1496“. Aus dem Inhaltsverzeichnis geht hervor, dass Munder selbst das Gedicht schon 1834 geschrieben haben will. Alle erzählerischen Elemente des späteren, ausgefeilten Prosatextes sind enthalten. Michel, „zu Eßlingen der Post, ein armer Knecht“, ist allerdings im Gedicht noch der einzige Personenname.
Theaterinszenierungen sind vor allem in Esslingen vom späten 19. Jahrhundert bis zur Gegenwart nachweisbar. 2009 sollte die Sage vom Postmichel in Esslingen verfilmt werden, doch über das Spielfilmkonzept und einen Teaser kam das Vorhaben nicht hinaus.

## Heutiger Brunnen

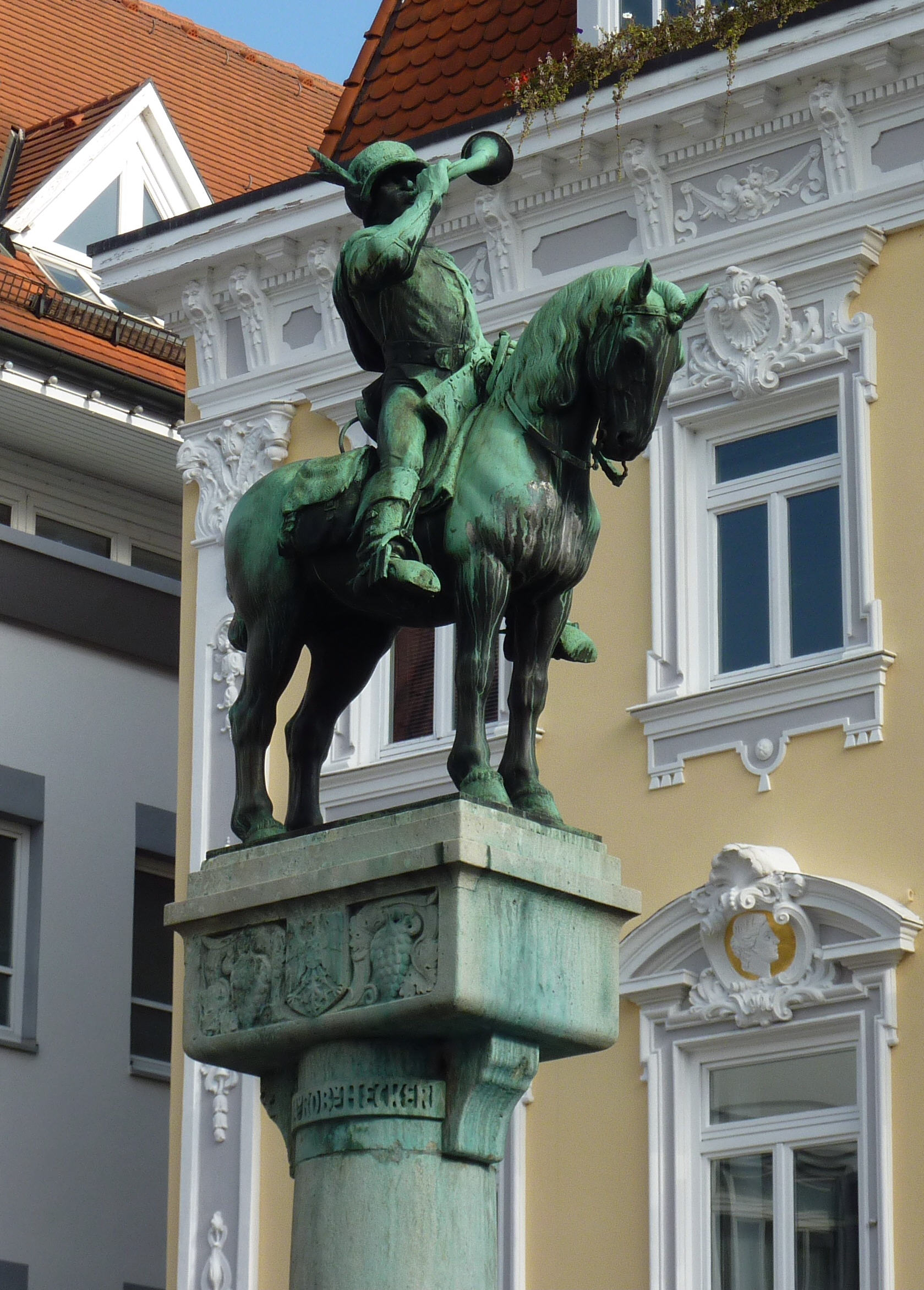
Bronzefigur und Stifterinschrift

Der heute in der Fischbrunnenstraße befindliche Brunnen wurde von Anna von Hecker, geborene Cuhorst, der Ehefrau des Oberstaatsanwaltes Robert von Hecker, gestiftet. Es handelt sich um einen Laufbrunnen mit einem runden Brunnentrog, der aus vier Segmenten aus Naturstein zusammengesetzt ist. Die Reliefs auf diesen Segmenten zeigen Szenen aus der Sage vom Postmichel. Die Brunnensäule aus Stein besitzt vier Auslassröhren und trägt die bronzene Figur des Postmichels, die Emil Kiemlen 1916 schuf. Sie ist mit der Jahreszahl 1915 bezeichnet. Der Brunnen wurde zunächst über die Landolin-Brunnenstube und später zusätzlich noch mit Wasser aus der Mayenwalter Quelle in Krummenacker gespeist.

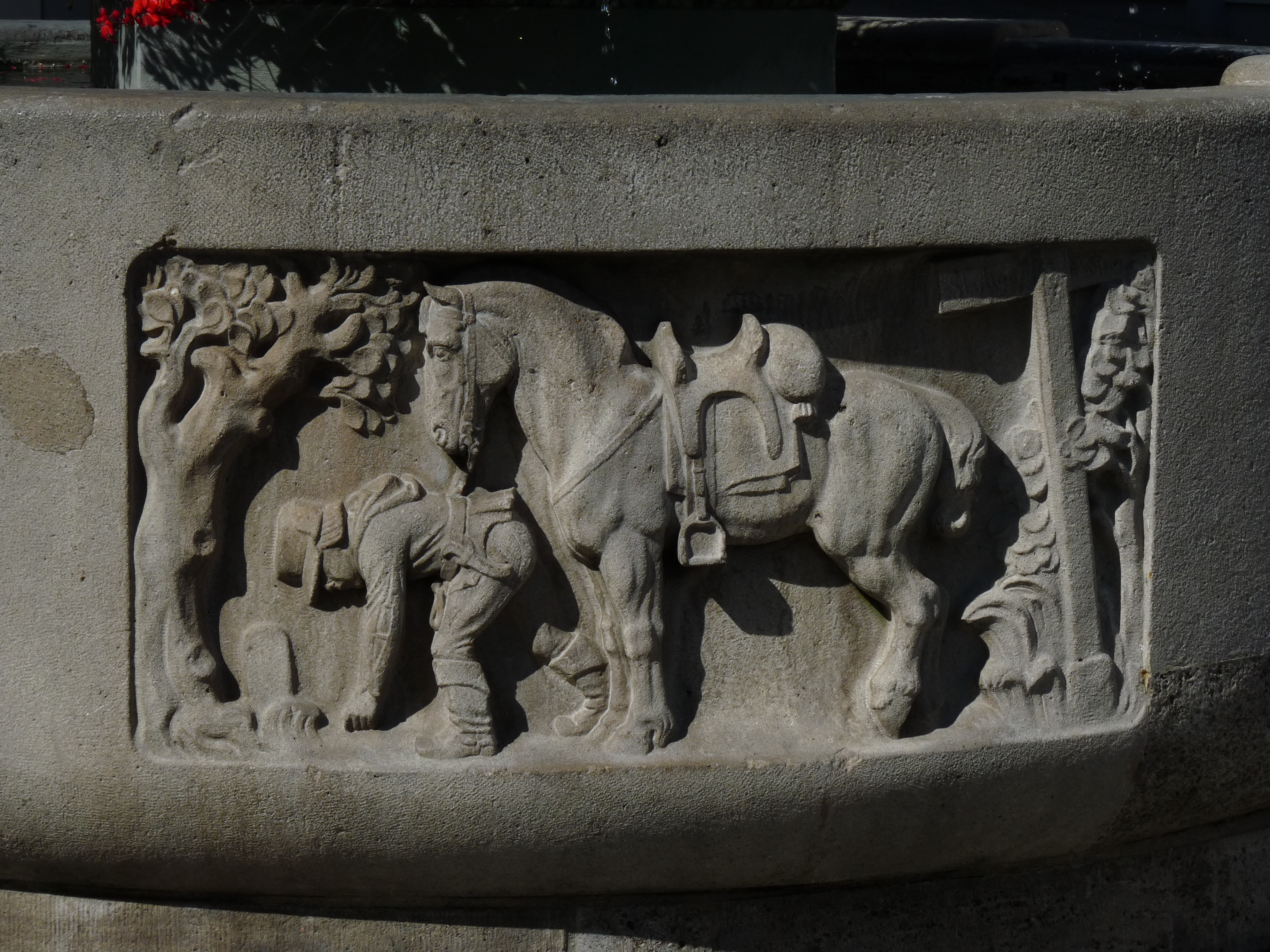
Der Postmichel findet den Ring
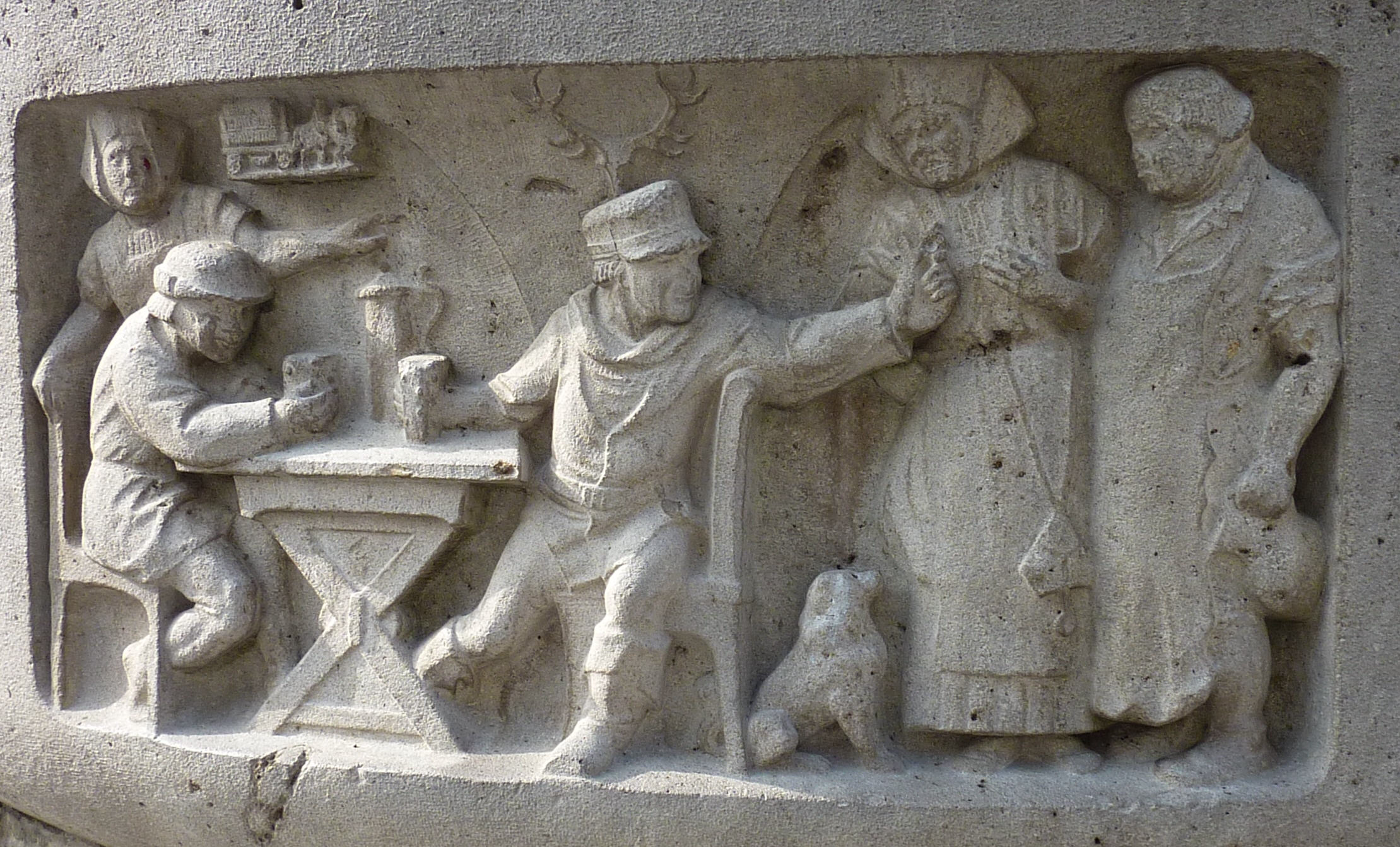
Der Postmichel in der Kneipe
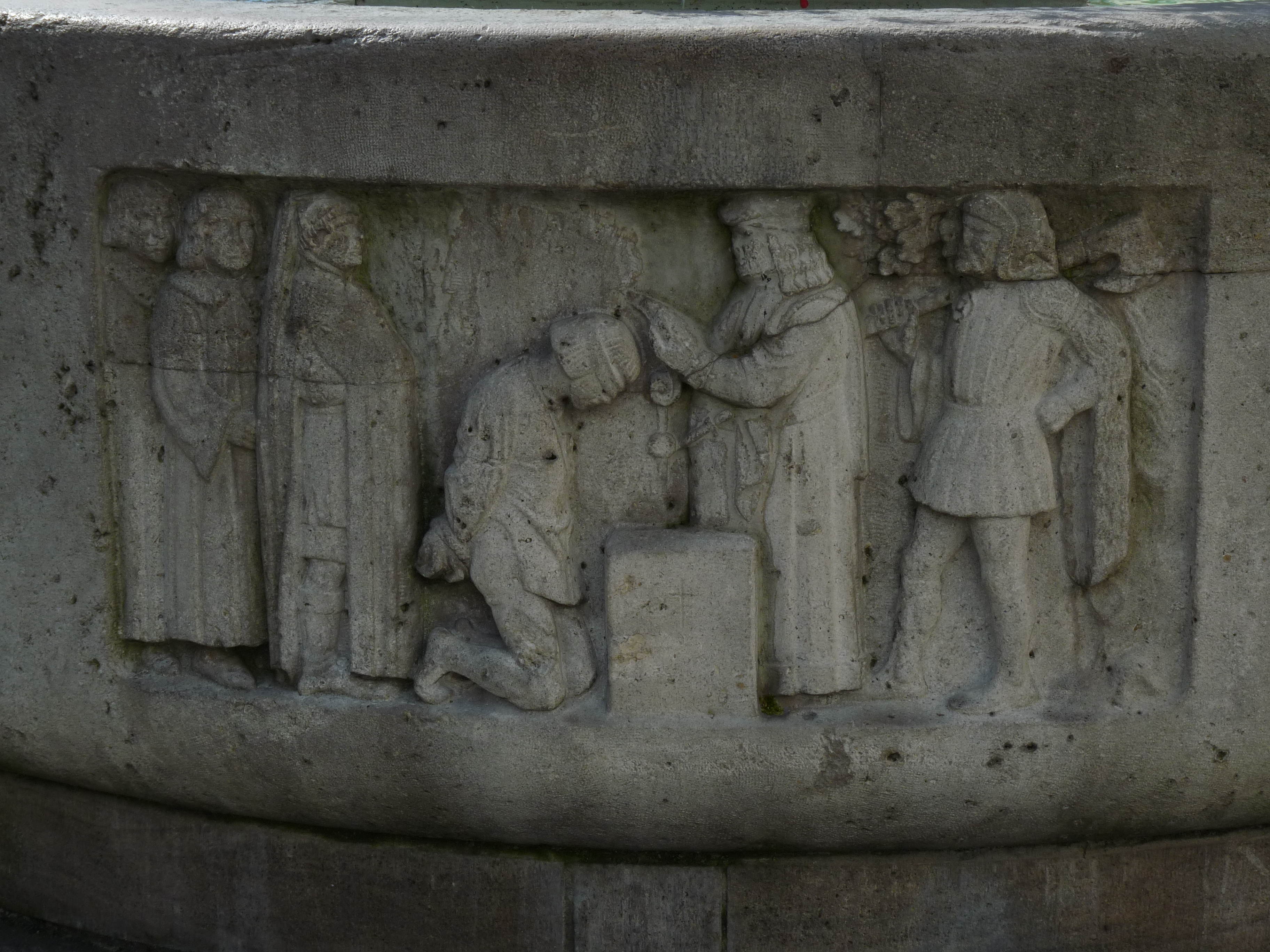
Der Postmichel vor dem Richtblock
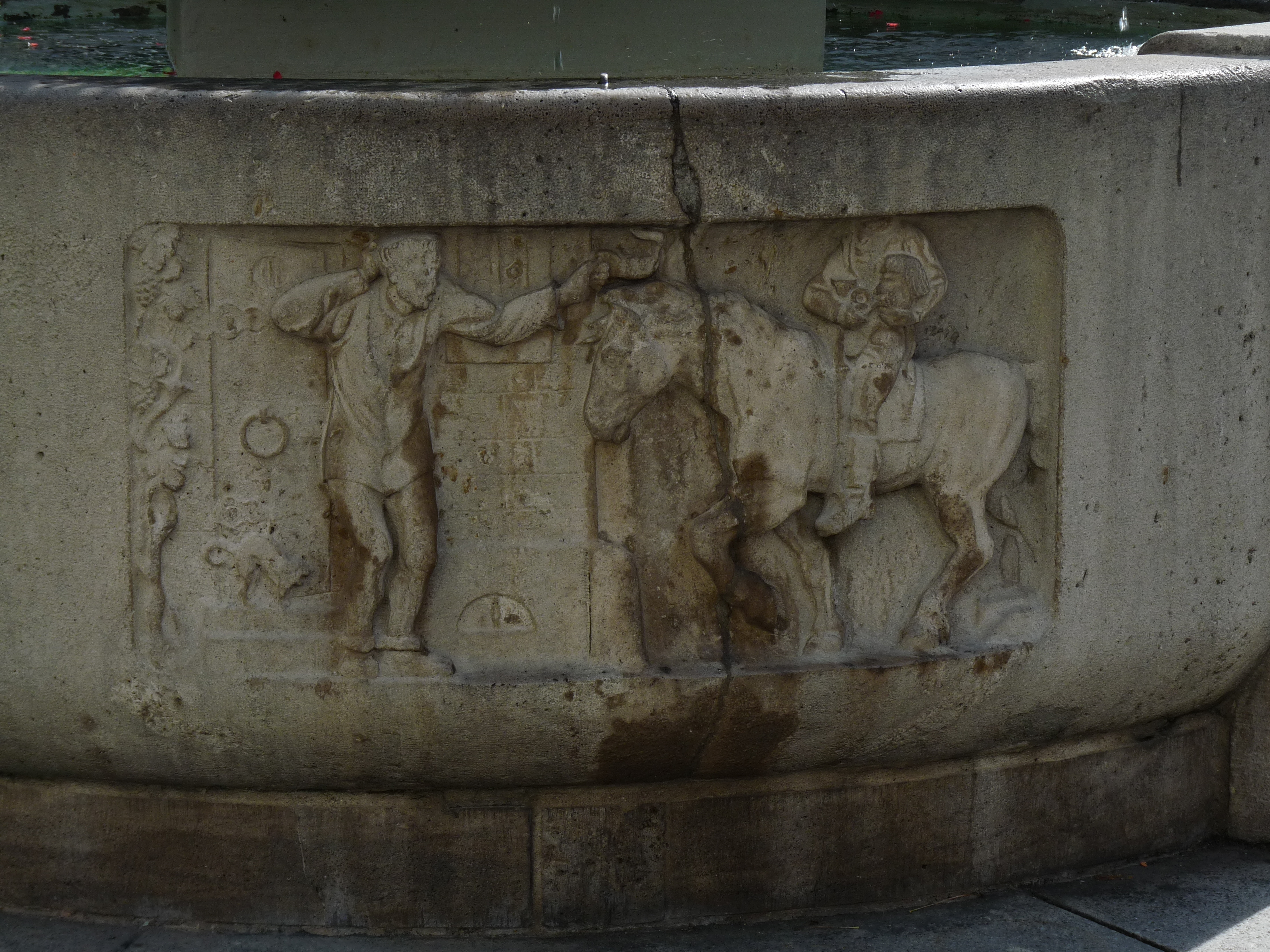
Der kopflose Geisterreiter

## Entwurf und Aufstellung
Die Stadt hatte nach der Stiftung Anna Heckers, die im Dezember 1911 verstorben war, im Jahr 1912 einen begrenzten Wettbewerb unter vier Bildhauern ausgeschrieben, die insgesamt 13 Modelle einreichten. Das Thema für die Brunnenfigur war offenbar nicht vorgegeben. Im März 1914 entschied man sich für Kiemlens Vorschlag für den Postmichelbrunnen, der eigentlich am 31. März 1915 fertiggestellt sein sollte, aber infolge des Krieges erst im März 1916 aufgestellt werden konnte. Von Kiemlens Vorarbeiten für den Brunnen ist wahrscheinlich nur eine einzige Bleistiftzeichnung erhalten geblieben, offenbar der Ausführungsentwurf. Er befindet sich im Esslinger Stadtmuseum. In diesem Entwurf stand das Pferd anders ausgerichtet als auf dem heutigen Brunnen. Bei der Aufstellung des Brunnens richtete man die Figur gemäß Kiemlens Entwurf aus. In den Augen der Bürger stand sie damit aber falsch herum; der Postmichel kehrte der Ritterstraße den Rücken zu. Aufgrund der allgemeinen Empörung wurde die Brunnenfigur gedreht, bevor die offizielle Einweihungsfeier stattfand. In seiner Rede wies Max von Mülberger darauf hin, wie dankbar man dafür sein könne, mitten im Krieg einen solchen Brunnen einweihen zu können, wohingegen der Esslinger Stadtarchivar Paul Eberhardt bereits nach dem Entscheid von 1914 kommentierte, der selige Sagenfabrikant Munder hätte sich sicher ins Fäustchen gelacht, wenn er die Erschaffung und Aufstellung des neuen Esslinger Monumentalbrunnens noch hätte erleben können.
Während der sich verzögernden Aufstellung des Brunnens wurde im Dezember 1915 von einer Laienspielschar im Esslinger Stadttheater das Schauspiel Der Postmichel von Esslingen von Hermann Streich zugunsten des Städtischen Hilfsausschusses aufgeführt.

## Vorgänger des Postmichelbrunnens
Schon 1381 und 1409 wurde ein Brunnen mit dem Namen Kouffbrunnen (= Kaufbrunnen) am heutigen Standort des Postmichelbrunnens erwähnt. 1510 tauchte erstmals der Name Fischbrunnen auf – der Brunnentrog wurde offenbar als Fischkasten genutzt. Dieser Fischbrunnen wurde 1658 und 1744 erneuert und 1876 als Achtröhrenbrunnen nach Wäldenbronn versetzt. Am alten Brunnenstandort wurde 1878 ein neuer Fischbrunnen errichtet. Er besaß eine gusseiserne runde Brunnenschale mit einer zentral angebrachten Brunnensäule mit einem vasenartigen Aufsatz. An zwei Seiten dieses Aufsatzes waren Fischdarstellungen zu sehen, außerdem war der Aufsatz mit dem Wappenadler der Reichsstadt Esslingen sowie der Jahreszahl 1878 verziert. Dieser eiserne Fischbrunnen wurde 1916 in die Klara-Anlage versetzt und 1999 restauriert.

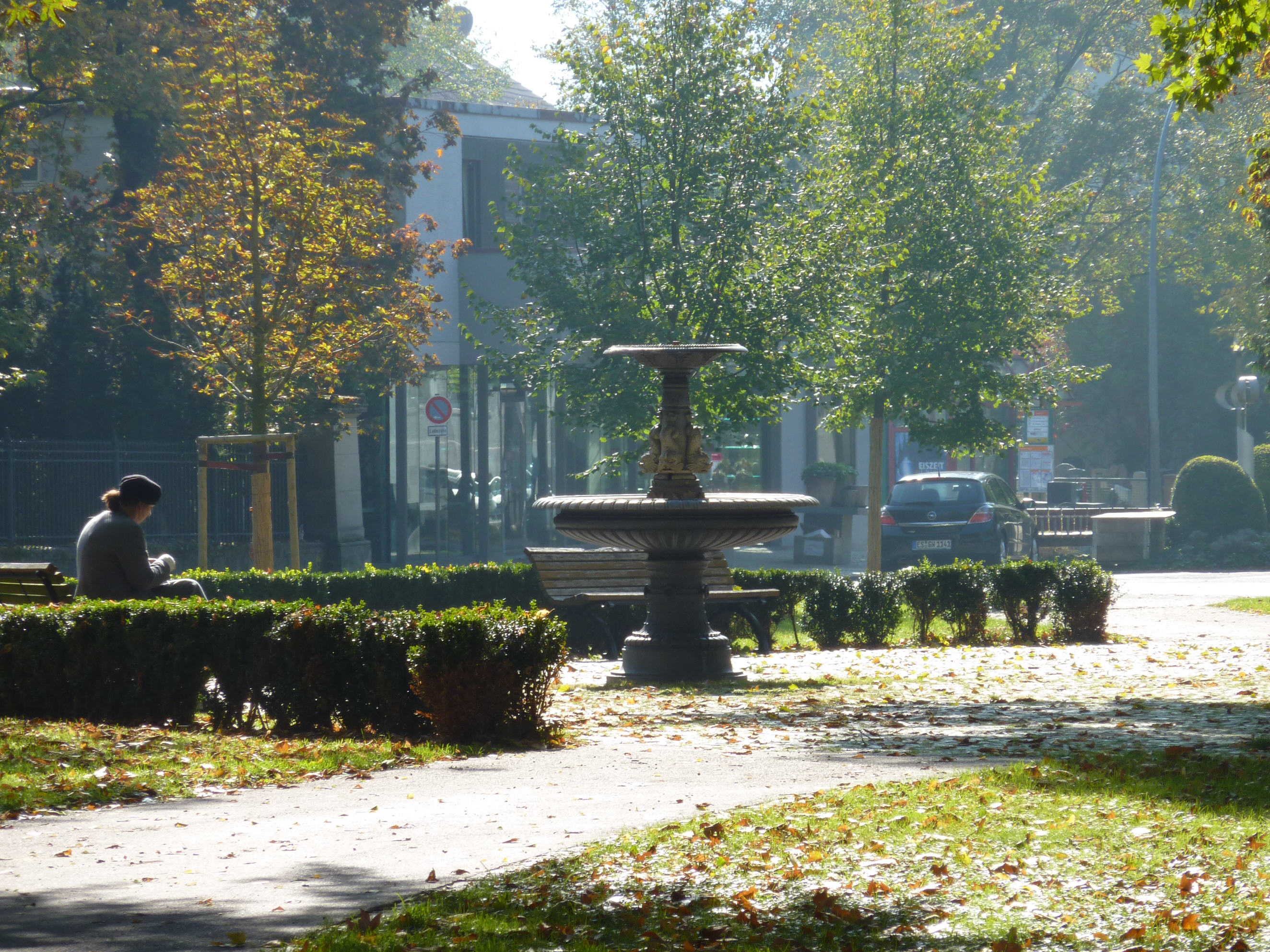
Der eiserne Fischbrunnen in der Klara-Anlage
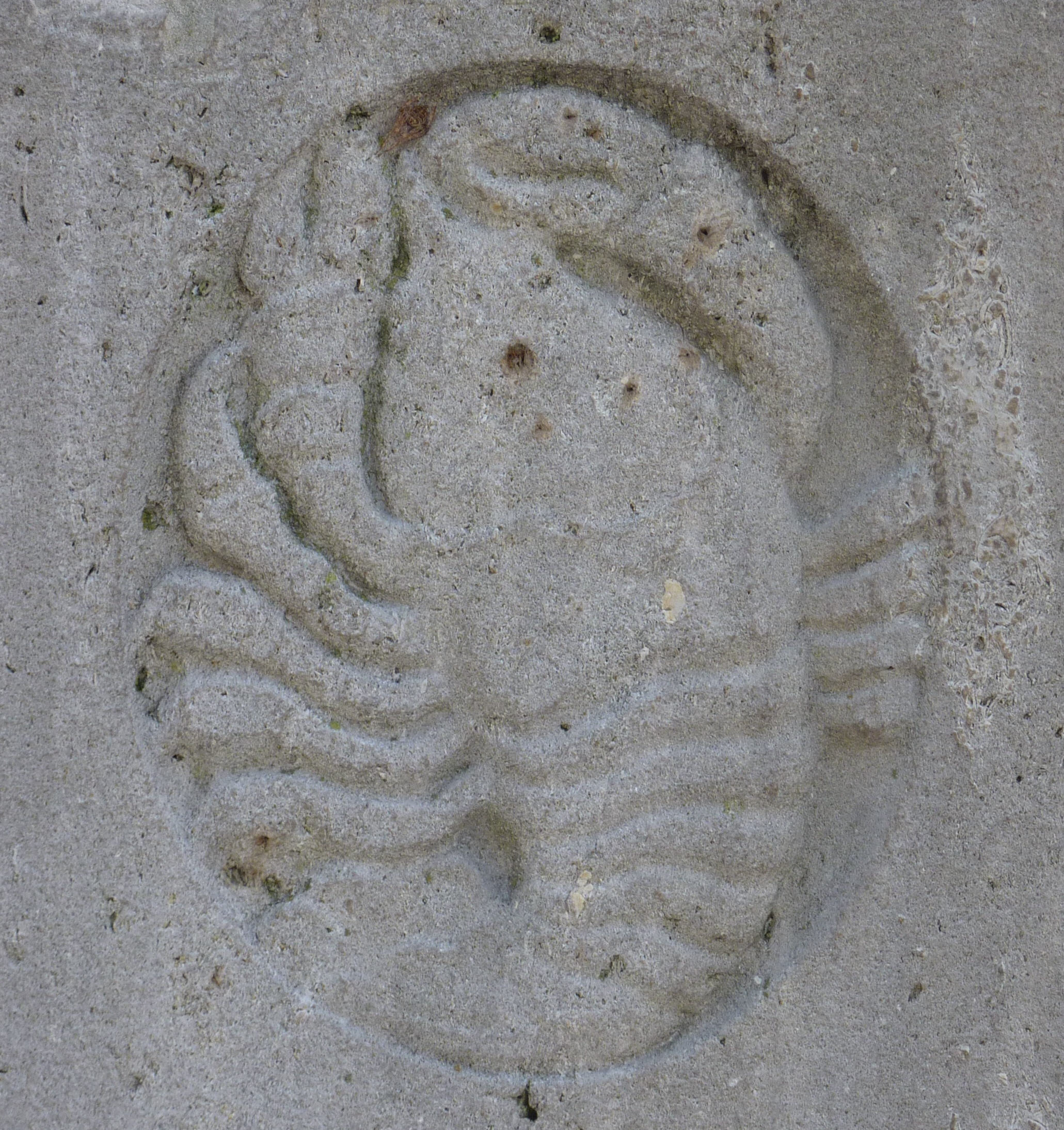
Reliefs mit Wassertieren erinnern an den alten Fischbrunnen